# Jurinia badiventris
Jurinia badiventris là một loài ruồi trong họ Tachinidae.